# サロメ・セラーズ
サロメ・セラーズ（Salome Sellers、1800年10月19日 - 1909年1月9日）は、アメリカ合衆国の長寿の女性。18世紀に生まれた人物の最後の生存者といわれる。

## 人物
1800年、現在のメイン州（当時はマサチューセッツ州メイン地区）ディアアイル（ディア島）で父・エドワードと母・デボラの娘としてシルベスター家に生まれる。ディアアイルで育ち、1830年12月23日にジョセフ・セラーズと結婚。6人の子供を授かり、長男のウィリアムを除いて長命であった。1865年にジョセフが死去。
長寿が知られると、取材を受けるようになったが「私は長生きしすぎた。人々が見に来て、私は今、珍奇なもの（骨董品）に過ぎない。」と語った。
1909年1月、夫がディアアイルに1830年に建てた家で、108歳82日で死去。死去時、メイン州内で最高齢の女性であった。
彼女の家は現在サロメ・セラーズ・ハウスとして知られており、ディアアイル-ストニントン歴史協会の本拠地となっている。
現在のところ18世紀に生まれた最後の生存者とされる。